# Latilactobacillus sakei
Latilactobacillus sakei é a espécie tipo do gênero Latilactobacillus que foi anteriormente classificada no gênero Lactobacillus. É homofermentativo; as hexoses são metabolizadas via glicólise em ácido lático como metabólito principal; As pentoses são fermentadas pela via da Fosfocetolase em ácidos lático e acético.

## Usos
As cepas antilisteriais de L. sakei são usadas na Europa para a produção de saucisson e podem ser usadas para a conservação de carne fresca.
As cepas de L. sakei isoladas de linguiça seca tradicional têm potencial de uso como culturas iniciadoras.
A inibição de Listeria monocytogenes em frios de frango pode ser obtida pela adição de sakacina P e Lactobacillus sakei produtores de sakacina P.
A cepa 2a da subespécie L. sakei subsp. sakei também pode ser isolado de produtos cárneos.
A pesquisa sugere que L. sakei pode desempenhar um papel na manutenção das cavidades sinusais saudáveis e na prevenção da sinusite.

## Bioquímica

### Produção de bacteriocinas
As sacacinas são bacteriocinas de classe II produzidas por L. sakei.
Na cepa CCUG 42687, sua produção é dependente de nutrientes, temperatura e pH. Usando a mesma cepa, a sakacina P pode ser produzida em um meio completamente definido.
Na cepa CTC 494, a presença de sal e de um agente de cura (cloreto de sódio e nitrito de sódio) reduz a produção da bacteriocina antilisterial sakacina K. O crescimento do CTC 494 também depende da disponibilidade de nutrientes.
A Lactocina S é uma bacteriocina produzida pela cepa L45 de Lactobacillus sakei.

### Biossíntese de exopolissacarídeos
A cepa 0-1 de L. sakei produz exopolissacarídeos.

## Prevenção
O eugenol é um composto químico que pode ser usado para reduzir a presença de L. sakei, pois rompe suas membranas celulares.

## Genética
A diversidade genética dentro de L. sakei foi avaliada através do uso de primers de PCR especificamente projetados para detecção usando DNA polimórfico amplificado aleatoriamente, ou por tipagem de sequência multilocus.

### Genes de bacteriocina
Os genes da bacteriocina estão localizados nos cromossomos ou nos plasmídeos. A cepa 5 produz uma bacteriocina codificada por plasmídeo que é idêntica à sakacina P, bem como duas bacteriocinas codificadas cromossomicamente, que foram designadas sakacina T e sakacina X.
LasX é um regulador transcricional dos genes biossintéticos da lactocina S na cepa L45 de Lactobacillus sakei.

### Outros genes
Na cepa LTH677, um organismo iniciador utilizado na fermentação da carne, há uma regulação dependente de oxigênio da expressão do gene catalase katA.
Na estirpe LTH681, o operão de stress dnaK foi caracterizado em 1999 como um gene de proteína de choque térmico.
Existe apenas um gene (IdhL) responsável pela fermentação láctica.

### Plasmídeos
Um plasmídeo do tipo Theta foi caracterizado em Lactobacillus sakei em 2003. É uma base potencial para vetores de baixo número de cópias em lactobacilos.
Os vetores para a expressão do gene induzível em L. sakei podem ser construídos. Os elementos-chave desses vetores são um promotor regulável envolvido na produção das bacteriocinas sakacina A e sakacina P e os genes que codificam a proteína quinase histidina cognata e regulador de resposta que são necessários para ativar esse promotor na indução por um feromônio peptídico.

### Genoma
O genoma da bactéria de ácido lático de origem cárnea Lactobacillus sakei 23K foi publicado em 2005.
É composto por 1884661 nucleotídeos formando 1879 genes de proteínas e 84 genes de RNA.